# Sant'Antonio di Gallura
Sant'Antonio di Gallura (galurski: Sant'Antòni di Caragnàni, sardinski: Sant'Antòni de Calanzànos) je grad i općina (comune) u pokrajini Sassariju u regiji Sardiniji, Italija. Nalazi se na nadmorskoj visini od 354 metra i ima 1 520 stanovnika.
 Prostire se na 81,69 km². Gustoća naseljenosti je 19 st/km².
Susjedne općine su: Arzachena, Calangianus, Luras, Olbia i Telti.